# Etisus laevimanus
Etisus laevimanus är en kräftdjursart som beskrevs av J. W. Randall 1840. Etisus laevimanus ingår i släktet Etisus och familjen Xanthidae. Inga underarter finns listade i Catalogue of Life.